# Fleet Air Arm Museum

i7
i11
i13
Das Fleet Air Arm Museum ist ein englisches Militärmuseum, das sich vornehmlich der britischen Marineluftfahrt widmet. Es besitzt eine umfangreiche Sammlung ziviler und militärischer Luftfahrzeuge, Flugzeugmotoren, Modelle von Schiffen (insbesondere Flugzeugträger) der Royal Navy, sowie Bilder und Zeichnungen im Zusammenhang mit der Marineluftfahrt. Es befindet sich auf dem Marinestützpunkt RNAS Yeovilton, 11 km nördlich von Yeovil und 64 km südlich von Bristol. Es ist das größte Museum für Marineluftfahrt in Europa. 2024 betrug die Besucherzahl etwa 85.000 Personen.

## Exponate
Das Museum ist in vier Bereiche unterteilt und umfasst insgesamt über 90 Flugzeuge.

### Halle 1
Diese Halle widmet sich der Entwicklung der Marinefliegerei, von den Anfängen mit Luftschiffen und stoffbespannten Doppeldeckern, bis zu den modernen Strahlflugzeugen.
Momentan sind folgende Fluggeräte ausgestellt:
- Short S.27 (Nachbau). Ein ähnliches Flugzeug startete zum ersten Mal auf einem Flugzeugträger in Fahrt
- Sopwith Pup (Nachbau)
- Supermarine Walrus
- Fairey Flycatcher (Nachbau)
- BAe Sea Harrier
- Westland Dragonfly, Whirlwind HAR3, Lynx und Sea King

### Halle 2
Diese Halle zeigt hauptsächlich Exponate des Zweiten Weltkriegs, aber auch zwei Flugzeuge aus dem Koreakrieg. Im Durchgangsbereich zur Halle 3 ist eine Sammlung von Flugzeugträgermodellen, die die Entwicklung dieser Schiffe aufzeigen.
- Fairey Albacore und Fulmar
- North American Harward (T-6 Texan)
- Grumman Hellcat und Avenger
- Supermarine Seafire F17
- Hawker Sea Fury FB11
- Vought F4U Corsair
- Yokosuka MXY-7 Ohka II
- MiG-15

### Halle 3
Diese Halle wurde angelehnt an einen Teil des Flugdecks des Flugzeugträgers Ark Royal eingerichtet (Aircraft Carrier Experience). Der Besucher hat den Eindruck, das Flugdeck aus einem darauf gelandeten Hubschrauber zu betreten. Mehrere Räume sind den Räumen des echten Flugzeugträgers nachempfunden. Große Projektionsflächen mit Flugbetriebsszenen und entsprechender Geräuschkulisse geben dem Besucher einen guten Eindruck über den Betrieb auf Flugzeugträgern.
- Fairey Gannet AEW3 und COD4
- Vickers Supermarine Scimitar F1 und Attacker F1
- De Havilland DH.110 Sea Vixen FAW2 und Sea Vampire
- Mc Donnell Douglas F-4 Phantom FG1
- Hawker Sea Hawk
- Blackburn Buccaneer S1 und S2B
- Westland Wessex HU5

### Halle 4
Diese ist den moderneren Flugzeugen gewidmet und beinhaltet als Blickfang einen Prototyp der Concorde, sowie andere Prototypen
- BAC Concorde (Prototyp Nr.2, die erste in England gebaute Concorde)
- Hawker P.1127, Hunter T8M
- Bristol Scout D
- De Havilland Vampire T22
- Westland Wyvern TF1
- Handley Page HP.115
- BAC 221
- Sea Harrier FRS.1

## Aktivitäten

### Restaurierungen
Das Museum führt selbst Restaurierungen aus, momentan wird die einzige erhaltene Fairey Barracuda restauriert.

### Archiv
Das Museum beinhaltet ein umfangreiches Photo- und Dokumentenarchiv, das nach Anmeldung und gegen Gebühr benutzt werden kann.

### Besuchereinrichtungen
Der Museumsshop verkauft zahlreiche Waren zum Thema Marine und Marineluftfahrt. Es gibt ein Restaurant, ein Café, einen Picknickbereich sowie einen Kinderspielplatz.